# Arrowette
Arrowette es una superheroína ficticia que aparece en los cómics estadounidenses publicados por DC Comics.

## Historial de publicaciones
La versión Bonnie King de Arrowette aparece en World's Finest Comics # 113 y fue creada por Dave Wood y Lee Elias.
La versión Cissie King-Jones de Arrowette aparece en Impulse # 28 y fue creada por Tom Peyer y Craig Rousseau.

## Biografía

### Bonnie King
La primera Arrowette (propiamente conocida como Miss Arrowette) es Bonnie King, una posible compañera y una molestia general para Green Arrow. Aparece por primera vez en World's Finest Comics # 113 (noviembre de 1960).
Cuando Bonnie era una niña, su madre Millie la sometió a un entrenamiento de tiro con arco y era muy controladora de su progreso. Lo hace bien y termina compitiendo en los Juegos Olímpicos, donde gana una medalla de bronce. Sin embargo, su madre no está contenta porque esperaba que Bonnie ganara un oro y acosa a su hija por el supuesto fracaso de Bonnie. Esto termina llevando a Bonnie a abandonar tanto su casa como el tiro con arco y nunca más habla con su madre.
Sola en Star City, eventualmente se inspira en Green Arrow y Speedy y decide usar sus habilidades de tiro con arco de una manera que cuenta. Se hace un disfraz y se llama a sí misma "Miss" Arrowette. Al igual que Green Arrow, lleva flechas de truco pero con una inclinación femenina (como la flecha "Powder Puff"). Intenta ayudar a ambos arqueros un par de veces, pero repetidamente rechazan sus intentos. A pesar de sus buenas intenciones, Arrowette resulta ser demasiado torpe para convertirse en una heroína y demasiado vanidosa incluso para usar una máscara. Arrowette data brevemente a Green Arrow en su identidad civil de Oliver Queen, como se muestra en Justice League of America # 7 (octubre-noviembre de 1961).
En algún momento, conoce a un periodista llamado Bernell "Bowstring" Jones, quien la recuerda de sus Juegos Olímpicos y es probablemente la única persona que la considera una estrella. Ella lo apoda Bowstring porque es tan delgado como uno y lo toma brevemente como su compañero para que le dé publicidad en su diario. Al final, sin embargo, Green Arrow convence a Arrowette de que abandone el superheroísmo.
Tiene que renunciar permanentemente al tiro con arco debido al síndrome del túnel carpiano en sus muñecas, y también por su trabajo como secretaria. Habla con Bowstring para que se case con ella y, un año después, tiene una hija a la que llaman Cissie King-Jones. Cuando Bowstring muere cinco años después por envenenamiento de pescado, Hal Jordan (que trabaja como agente de la compañía que tiene la póliza de seguro de vida de Bowstring) les da a Bonnie y Cissie el cheque de beneficiario de la póliza; el dinero le permite a Bonnie entrenar a Cissie en una superheroína. Cissie apenas tiene tiempo para respirar entre lecciones de tiro con arco, judo, kick-boxing, gimnasia, ballet y muchos otros campos, y finalmente llega a resentir profundamente a su madre.
El nombre de Bonnie es una parodia o una obra de teatro con el nombre civil de Green Arrow, Oliver "Ollie" Queen.

### Cissie King-Jones
Obligada por su madre a adoptar una versión de su antiguo disfraz, Suzanne" Cissie" King-Jones se volvió la segunda Arrowette. Arrowette apareció primero en las páginas de Impulse llevando un traje rizado y una máscara enjoyada que imitaron el viejo traje de su madre. A pesar del éxito de Arrowette como una heroína, el mentor de Impulso, Max Mercury, estaba interesado por lo que él vio de como explotaba Bonnie a su hija. Se involucraron los Servicios del Bienestar de los niños, y Bonnie perdió la custodia de su hija siendo enviada a la Escuela Elías para Chicas, un internado.
Arrowette aparece a continuación en Justicia Joven # 4 con un disfraz más práctico. Actuando sola, ella lucha contra el villano Harm y es herida por él con una de sus propias flechas. Sin embargo, se las arregla para escapar y contactar a Justicia Joven, luego se une al equipo, junto con la segunda Wonder Girl (Cassie Sandsmark) y Secret (Greta Hayes). Las tres rápidamente se vuelven amigas cercanas, aunque Cissie admite durante un juego de 'Verdad o Reto' que, si se le pone en una posición en la que tiene la opción de dejar de ser un heroína, le pediría el consejo a su madre y luego haría lo contrario para establecer ella misma como una persona independiente.
Después de que su terapeuta escolar, uno de los pocos adultos en los que Cissie confiaba, es brutalmente asesinado, Cissie rastrea a los asesinos con una rabia violenta. Ella casi mata a uno de ellos, pero Superboy la detiene. Cissie está tan conmovida por el incidente que jura no volver a ser Arrowette nunca más.
A pesar de dejar el equipo, Cissie sigue siendo amiga cercana de sus compañeras de equipo y finalmente se reconcilia con su madre, quien convence a su hija de probar para los "Juegos de Verano" en Sídney (una referencia delgadamente velada a los Juegos Olímpicos de Verano 2000, debido a que DC no es un "socio oficial" de los Juegos). Con ella sus habilidades de batalla se afinaron, Cissie regresó a casa con la medalla de oro, y se volvió una celebridad, siendo invitada al show de televisión favorito de Superboy, "Wendy la Cazadora de Hombres-lobo" (una parodia de Buffy la cazavampiros), y frecuentemente le pedían autógrafos. Ella ayudó a la hija de Red Tornado, Traya, ajustarse a la vida en Elías y después, cuando Secret volvió a ser humana otra vez, Cissie ayudó a organizar un lugar para ella en la misma escuela. 
Ahora retirada de los superhéroes, Cissie nunca expresa ningún deseo de volver a su vida como superheroína, a pesar de los mejores esfuerzos de varios de sus excompañeros. Incluso la involucran en un juego de béisbol en un planeta alienígena, y el destino de muchos inocentes depende del resultado. Cissie está furiosa porque la eligieron a ella en lugar de a muchos otros superhumanos, pero participa lo mejor que puede. Su equipo apenas gana. Cissie sigue comprometida con la justicia y la compasión. Durante la guerra de Imperiex, se desempeñó como voluntaria de ayuda médica, nuevamente trabajando con Young Justice, aunque el equipo está nuevamente dividido debido a la incertidumbre sobre la lealtad de Robin hacia ellos después del descubrimiento de los archivos de Batman en la Liga de la Justicia.
Cissie ha hecho recientes apariciones en Teen Titans (vol. 3) n.º 7 cuando Helen Sandsmark intentó inscribir a Wonder Girl en la Escuela Elías (qué parece haber extendido su cuerpo de estudiante a los chicos como las chicas). Con Greta Hayes (anteriormente Secret), las chicas amenazaron con dejar la escuela y tomar el estado de la celebridad de Cissie con ella, si ellos no permitían la entrada de Wonder Girl. La escuela cedió claro ante sus demandas. Cissie hizo una segunda aparición entonces en Teen Titans y Los Outsiders Archivos Secretos 2005, cuando ella se unió con Wonder Girl en un viaje a San Francisco, California. Cissie deseó darle apoyo moral a su mejor amiga cuando Cassie luchó con la decisión de decirles a sus amigos que su padre era el Dios griego, Zeus. En el funeral de su excompañero de equipo de YJ, Bart Allen, se la menciona de pasada durante un video hecho por Bart antes de su muerte. Cissie también hace un cameo flashback en Teen Titans # 50.
Cissie fue vista por última vez con Cassie y Anita en Wonder Girl # 2, ahora luciendo el pelo corto. Se la ve nuevamente en Wonder Girl # 3 con Anita, mientras ayudan a Cassie a darse cuenta de que realmente ha superado la muerte de Superboy. Por primera vez desde que se 'retiró' del trabajo de superhéroe en las páginas de Justicia Joven, Cissie usa un nuevo disfraz de Arrowette que se parece al segundo para ayudar a Wonder Girl a rescatar a su madre en Wonder Girl # 4.

## Habilidades
Cissie es una humana normal con una fuerza, resistencia y agilidades superiores a la media para una chica de su edad. Tiene una habilidad de combate cuerpo a cuerpo excepcional, siendo muy hábil en judo, jeet kune do y kickboxing con habilidades como tiradora olímpica medallista de oro con arco largo y posee una inteligencia superior a la media.

## Otras versiones

### Flashpoint
En el universo Flashpoint,  la versión Cissie King-Jones, de Arrowette se unió con las Furias Amazonas.

### La Multiversidad
En la serie The Multiversity aparece un universo alternativo Arrowette llamado Cissie King-Hawke. Ella es la hija consentida y popular de Connor Hawke. Se ve a Cissie queriendo comenzar su propio equipo de superhéroes llamado The Just, sin embargo, su padre muestra desaprobación al dudar de que tenga experiencia para sobrevivir a una vida de lucha contra el crimen.

## En otros medios

### Televisión
En febrero de 2010, la actriz Stephanie Lemelin anunció que había sido elegida como la voz de Arrowette para una adaptación animada de Young Justice. El comunicado de prensa se refería inicialmente al personaje como Artemis, lo que indica un cambio de personaje. Cuando se estrenó el programa, la última incorporación al equipo de Young Justice fue Artemis Crock, un personaje completamente diferente. Una joven Cissie King-Jones aparece en el episodio "Inseguridad", donde su padre Bernell es casi asesinado por Araña Negra antes de ser rescatado por Green Arrow y Artemis. Aunque no se menciona en el episodio, Peter David confirmó en su blog que la joven era efectivamente Cissie. Ella aparece como Arrowette en la temporada 3, con la voz de Kelly Stables.

### Serie web
La versión Cissie King-Jones de Arrowette aparece como estudiante de Super Hero High en DC Super Hero Girls.